# Kristiansund Ballklubb 2020
Questa voce raccoglie le informazioni riguardanti il Kristiansund Ballklubb nelle competizioni ufficiali della stagione 2020.

## Stagione
A causa della pandemia di COVID-19, il 12 marzo 2020 è stato reso noto che la Norges Fotballforbund aveva inizialmente rinviato l'inizio dell'attività calcistica al 15 aprile. A seguito della decisione del ministero della cultura di vietare la ripresa delle attività fino al 15 giugno, i calendari del campionato sono stati ancora rimodulati. Il 7 maggio, il ministro della cultura Abid Raja ha confermato che l'Eliteserien sarebbe ricominciata il 16 giugno. Il 12 giugno, Raja ha reso noto che sarebbe stata permessa una capienza massima di 200 spettatori. Dal 30 settembre, la capienza è stata aumentata a 600 spettatori.
Il 10 settembre 2020, la Norges Fotballforbund – dopo diversi rinvii – ha dovuto annullare l'edizione stagionale del Norgesmesterskapet, a causa dell'impossibilità di disputare tutte le partite previste a causa della condensazione del calendario del campionato. Anche il calciomercato è stato organizzato quindi diversamente, con una sessione estiva e una autunnale.
Il Kristiansund BK ha chiuso la stagione al 5º posto finale. I giocatori più utilizzati in stagione sono stati Andreas Hopmark e Bent Sørmo, entrambi a quota 30 partite giocate. Amahl Pellegrino è stato il miglior marcatore con le sue 25 reti.

## Maglie e sponsor
Lo sponsor tecnico per la stagione 2020 è stato Macron, mentre lo sponsor ufficiale è stato SpareBank 1 Nordvest.  La divisa casalinga è composta da un completo blu scuro, con inserti bianchi. Quella da trasferta era invece composta da una divisa verde, con rifiniture bianche.
| Casa | Trasferta |

## Rosa
| N. |                     | Ruolo | Calciatore         |
| -- | ------------------- | ----- | ------------------ |
| 1  | Irlanda (bandiera)  | P     | Sean McDermott     |
| 3  | Norvegia (bandiera) | D     | Christoffer Aasbak |
| 4  | Francia (bandiera)  | D     | Christophe Psyché  |
| 5  | Norvegia (bandiera) | D     | Dan Peter Ulvestad |
| 6  | Norvegia (bandiera) | C     | Andreas Hopmark    |
| 7  | Norvegia (bandiera) | A     | Sondre Sørli       |
| 8  | Senegal (bandiera)  | C     | Amidou Diop        |
| 9  | Norvegia (bandiera) | A     | Amahl Pellegrino   |
| 10 | Svezia (bandiera)   | C     | Liridon Kalludra   |
| 11 | Kosovo (bandiera)   | A     | Flamur Kastrati    |
| 13 | Norvegia (bandiera) | A     | Bendik Bye         |
| 14 | Norvegia (bandiera) | C     | Horenus Tadesse    |
| 15 | Norvegia (bandiera) | D     | Erlend Sivertsen   |
| 16 | Norvegia (bandiera) | D     | Ivar Furu          |
| 17 | Norvegia (bandiera) | C     | Olaus Skarsem      |

| N. |                     | Ruolo | Calciatore            |
| -- | ------------------- | ----- | --------------------- |
| 18 | Etiopia (bandiera)  | C     | Amin Askar            |
| 19 | Senegal (bandiera)  | D     | Aliou Coly            |
| 20 | Senegal (bandiera)  | C     | Ousseynou Diagne      |
| 22 | Norvegia (bandiera) | D     | Bent Sørmo            |
| 23 | Norvegia (bandiera) | C     | Pål Erik Ulvestad     |
| 25 | Norvegia (bandiera) | P     | Eirik Holmen Johansen |
| 26 | Norvegia (bandiera) | D     | Max Williamsen        |
| 27 | Norvegia (bandiera) | A     | Sander Lille-Løvø     |
| 28 | Norvegia (bandiera) | C     | Noah Solskjær         |
| 29 | Camerun (bandiera)  | A     | Faris Moumbagna       |
| 30 | Senegal (bandiera)  | P     | Serigne Mor Mbaye     |
| 33 | Norvegia (bandiera) | D     | Kjetil Holand Tøsse   |
| 37 | Norvegia (bandiera) | C     | Oskar Sivertsen       |
| 40 | Norvegia (bandiera) | P     | Johannes Grimelid     |

## Calciomercato

### Sessione invernale(dal 09/01 al 01/04)
| Arrivi           | Arrivi           | Arrivi      | Arrivi        |
| R.               | Nome             | da          | Modalità      |
| ---------------- | ---------------- | ----------- | ------------- |
| D                | Ivar Furu        | Ranheim     | definitivo    |
| C                | Amin Askar       |             | svincolato    |
| C                | Ousseynou Diagne | Club Bruges | definitivo    |
| C                | Olaus Skarsem    |             | svincolato    |
| C                | Horenus Tadesse  | Levanger    | definitivo    |
| Altre operazioni |                  |             |               |
| R.               | Nome             | da          | Modalità      |
| D                | Joakim Bjerkås   | Sunndal     | fine prestito |

| Partenze | Partenze             | Partenze | Partenze   |
| R.       | Nome                 | a        | Modalità   |
| -------- | -------------------- | -------- | ---------- |
| D        | Joakim Bjerkås       |          | svincolato |
| D        | Henrik Gjesdal       |          | svincolato |
| C        | Amidou Diop          |          | svincolato |
| C        | Jesper Isaksen       |          | svincolato |
| C        | Meinhard Olsen       |          | svincolato |
| A        | Simon Alexandersson  | Öster    | definitivo |
| A        | Torgil Øwre Gjertsen |          | svincolato |

### Sessione estiva(dal 10/06 al 30/06)
| Arrivi | Arrivi                | Arrivi    | Arrivi     |
| R.     | Nome                  | da        | Modalità   |
| ------ | --------------------- | --------- | ---------- |
| P      | Eirik Holmen Johansen | Brann     | prestito   |
| C      | Amidou Diop           | Adanaspor | definitivo |
| A      | Faris Moumbagna       |           | svincolato |

| Partenze | Partenze | Partenze | Partenze |
| R.       | Nome     | a        | Modalità |
| -------- | -------- | -------- | -------- |

### Sessione autunnale(dall'08/09 al 05/10)
| Arrivi | Arrivi              | Arrivi   | Arrivi     |
| R.     | Nome                | da       | Modalità   |
| ------ | ------------------- | -------- | ---------- |
| D      | Kjetil Holand Tøsse | Notodden | definitivo |

| Partenze | Partenze          | Partenze | Partenze |
| R.       | Nome              | a        | Modalità |
| -------- | ----------------- | -------- | -------- |
| P        | Serigne Mor Mbaye | HamKam   | prestito |
| D        | Erlend Sivertsen  | Tromsø   | prestito |

## Risultati

### Eliteserien

#### Girone di andata
| Trondheim 16 giugno 2020, ore 18:00 1ª giornata | Rosenborg    | 0 – 0 referto | Kristiansund BK | Lerkendal Stadion (200 spett.)\| Arbitro: \| Eskås (Oslo) \| |
| Arbitro:                                        | Eskås (Oslo) |               |                 |                                                              |

| Arbitro: | Steen (Bergen) |

|                                                                   |           |                                        |
| Pellegrino 24’, 35’, 65’ Kalludra 30’ Askar 63’ Sørli 68’ Bye 80’ | Marcatori | 11’ (aut.) P. Ulvestad 37’ Friðjónsson |

| Arbitro: | Amland (Bergen) |

|                             |           |                      |
| Ammitzbøll 47’ Sandberg 70’ | Marcatori | 23’ Askar 73’ Psyché |

| Arbitro: | Hobber Nilsen (Oslo) |

|             |           |                             |
| Ibrahim 90’ | Marcatori | 51’ Kalludra 86’ Pellegrino |

| Arbitro: | Skjerven (Kaupanger) |

|                                   |           |                                    |
| Pellegrino 53’ Hopmark 90’ (rig.) | Marcatori | 64’ Hussain 73’ (aut.) P. Ulvestad |

| Arbitro: | Hansen (Feda) |

|                   |           |                     |
| Hove 55’ Mawa 77’ | Marcatori | 27’, 39’ Pellegrino |

| Arbitro: | Aslam |

|           |           |                               |
| Sørmo 12’ | Marcatori | 14’ (rig.) Bohinen 88’ Hansen |

| Arbitro: | Steen (Bergen) |

|                   |           |                |
| Berg 58’ Lode 82’ | Marcatori | 35’ Pellegrino |

| Kristiansund 19 luglio 2020, ore 18:00 9ª giornata | Kristiansund BK | 0 – 0 referto | Vålerenga | Kristiansund Stadion (200 spett.)\| Arbitro: \| Aslam \| |
| Arbitro:                                           | Aslam           |               |           |                                                          |

| Arbitro: | Eskås (Oslo) |

|             |           |                 |
| Koomson 73’ | Marcatori | 87’ D. Ulvestad |

| Arbitro: | Moen (Haugesund) |

|                                    |           |            |
| Bye 72’ Skarsem 75’ Pellegrino 83’ | Marcatori | 5’ Gussiås |

| Arbitro: | Saggi (Drammen) |

|             |           |                             |
| Berisha 12’ | Marcatori | 65’ Skarsem 87’ D. Ulvestad |

| Arbitro: | S. Smehus Kringstad (Oslo) |

|                                 |           |                  |
| Bye 13’ Pellegrino 75’ Coly 82’ | Marcatori | 67’, 72’ Skaanes |

| Arbitro: | Eskås (Oslo) |

|                         |           |                       |
| Lunding 20’ Bakenga 37’ | Marcatori | 18’ (rig.) Pellegrino |

| Arbitro: | Hobber Nilsen (Oslo) |

|                                                          |           |                   |
| Pellegrino 53’ (rig.), 62’ Kalludra 58’ O. Sivertsen 90’ | Marcatori | 90’ Strand Larsen |

#### Girone di ritorno
| Arbitro: | Hansen Grøtta |

|  |           |                            |
|  | Marcatori | 37’ (rig.), 85’ Pellegrino |

| Arbitro: | Eskås (Oslo) |

|                             |           |                                               |
| Pellegrino 39’, 80’ Bye 75’ | Marcatori | 4’, 61’ Berisha 69’, 72’ Bytyqi 86’ Ibrahimaj |

| Arbitro: | Hansen Grøtta |

|             |           |                           |
| Bolaños 90’ | Marcatori | 29’ Pellegrino 39’ Aasbak |

| Arbitro: | Eskås (Oslo) |

|                       |           |           |
| Pellegrino 63’ (rig.) | Marcatori | 73’ Bamba |

| Arbitro: | Saggi (Drammen) |

|               |           |                            |
| Karlsbakk 28’ | Marcatori | 53’ Moumbagna 65’ Kalludra |

| Kristiansund 18 ottobre 2020, ore 18:00 21ª giornata | Kristiansund BK | 0 – 0 referto | Rosenborg | Kristiansund Stadion (200 spett.)\| Arbitro: \| Hansen (Feda) \| |
| Arbitro:                                             | Hansen (Feda)   |               |           |                                                                  |

| Arbitro: | Hagen (Grue) |

|                 |           |         |
| Kjartansson 59’ | Marcatori | 82’ Bye |

| Arbitro: | Hansen Grøtta |

|                       |           |                                     |
| Pellegrino 5’ Bye 79’ | Marcatori | 29’ Leikvoll Moberg 45’, 89’ Junker |

| Arbitro: | S. Smehus Kringstad (Oslo) |

|                         |           |                              |
| Hussain 12’ Aursnes 89’ | Marcatori | 14’ Pellegrino 23’ Moumbagna |

| Arbitro: | Hafsås (Trondheim) |

|                |           |  |
| D. Ulvestad 3’ | Marcatori |  |

| Arbitro: | Hagen (Grue) |

|                                   |           |         |
| Pellegrino 57’ (rig.), 69’ (rig.) | Marcatori | 5’ Mawa |

| Arbitro: | Hobber Nilsen (Oslo) |

|           |           |             |
| Jarl] 85’ | Marcatori | 21’ Skarsem |

| Arbitro: | Steen (Bergen) |

|                                    |           |                       |
| Sørli 45’, 57’ Pellegrino 75’, 90’ | Marcatori | 43’, 81’, 90’ Bakenga |

| Arbitro: | Saggi (Drammen) |

|                                 |           |                          |
| Edvardsen 55’ Olsen Øveraas 65’ | Marcatori | 80’ Moumbagna 84’ Psyché |

| Arbitro: | Hansen Grøtta |

|               |           |                     |
| Moumbagna 31’ | Marcatori | 53’, 54’, 90’ Wadji |

## Statistiche

### Statistiche di squadra
| Competizione | Punti | In casa | In casa | In casa | In casa | In casa | In casa | In trasferta | In trasferta | In trasferta | In trasferta | In trasferta | In trasferta | Totale | Totale | Totale | Totale | Totale | Totale | DR  |
| Competizione | Punti | G       | V       | N       | P       | Gf      | Gs      | G            | V            | N            | P            | Gf           | Gs           | G      | V      | N      | P      | Gf     | Gs     | DR  |
| ------------ | ----- | ------- | ------- | ------- | ------- | ------- | ------- | ------------ | ------------ | ------------ | ------------ | ------------ | ------------ | ------ | ------ | ------ | ------ | ------ | ------ | --- |
| Eliteserien  | 48    | 15      | 7       | 4       | 4       | 34      | 26      | 15           | 5            | 8            | 2            | 23           | 19           | 30     | 12     | 12     | 6      | 57     | 45     | +12 |
| Totale       | -     | 15      | 7       | 4       | 4       | 34      | 26      | 15           | 5            | 8            | 2            | 23           | 19           | 30     | 12     | 12     | 6      | 57     | 45     | +   |

### Andamento in campionato
| Giornata  | 1 | 2 | 3 | 4 | 5 | 6 | 7 | 8 | 9 | 10 | 11 | 12 | 13 | 14 | 15 | 16 | 17 | 18 | 19 | 20 | 21 | 22 | 23 | 24 | 25 | 26 | 27 | 28 | 29 | 30 |
| --------- | - | - | - | - | - | - | - | - | - | -- | -- | -- | -- | -- | -- | -- | -- | -- | -- | -- | -- | -- | -- | -- | -- | -- | -- | -- | -- | -- |
| Luogo     | T | C | T | T | C | T | C | T | C | T  | C  | T  | C  | T  | C  | T  | C  | T  | C  | T  | C  | T  | C  | T  | C  | C  | T  | C  | T  | C  |
| Risultato | N | V | N | V | N | N | P | P | N | N  | V  | V  | V  | P  | V  | V  | P  | V  | N  | V  | N  | N  | P  | N  | V  | V  | N  | V  | N  | P  |
| Posizione | 8 | 4 | 5 | 3 | 4 | 3 | 7 | 9 | 9 | 8  | 7  | 5  | 6  | 6  | 6  | 5  | 6  | 6  | 6  | 6  | 6  | 6  | 6  | 6  | 6  | 5  | 5  | 5  | 5  | 5  |

Fonte:  Eliteserien 2020, su altomfotball.no, Altomfotball.
Legenda:

Luogo: C = Casa; T = Trasferta. Risultato: V = Vittoria; N = Pareggio; P = Sconfitta.

### Statistiche dei giocatori
| Giocatore          | Eliteserien | Eliteserien | Eliteserien | Eliteserien | Coppa nazionale | Coppa nazionale | Coppa nazionale | Coppa nazionale | Coppe europee | Coppe europee | Coppe europee | Coppe europee | Altre coppe | Altre coppe | Altre coppe | Altre coppe | Totale   | Totale | Totale      | Totale     |
| Giocatore          | Presenze    | Reti        | Ammonizioni | Espulsioni  | Presenze        | Reti            | Ammonizioni     | Espulsioni      | Presenze      | Reti          | Ammonizioni   | Espulsioni    | Presenze    | Reti        | Ammonizioni | Espulsioni  | Presenze | Reti   | Ammonizioni | Espulsioni |
| ------------------ | ----------- | ----------- | ----------- | ----------- | --------------- | --------------- | --------------- | --------------- | ------------- | ------------- | ------------- | ------------- | ----------- | ----------- | ----------- | ----------- | -------- | ------ | ----------- | ---------- |
| C. Aasbak          | 23          | 1           | 3           | 0           |                 |                 |                 |                 |               |               |               |               |             |             |             |             | 23       | 1      | 3           | 0          |
| A. Askar           | 28          | 2           | 2           | 0           |                 |                 |                 |                 |               |               |               |               |             |             |             |             | 28       | 2      | 2           | 0          |
| B. Bye             | 24          | 6           | 0           | 0           |                 |                 |                 |                 |               |               |               |               |             |             |             |             | 24       | 6      | 0           | 0          |
| A. Coly            | 23          | 1           | 2           | 0           |                 |                 |                 |                 |               |               |               |               |             |             |             |             | 23       | 1      | 2           | 0          |
| O. Diagne          | 7           | 0           | 3           | 0           |                 |                 |                 |                 |               |               |               |               |             |             |             |             | 7        | 0      | 3           | 0          |
| A. Diop            | 18          | 0           | 4           | 0           |                 |                 |                 |                 |               |               |               |               |             |             |             |             | 18       | 0      | 4           | 0          |
| I. Furu            | 10          | 0           | 0           | 0           |                 |                 |                 |                 |               |               |               |               |             |             |             |             | 10       | 0      | 0           | 0          |
| J. Grimelid        | 0           | 0           | 0           | 0           |                 |                 |                 |                 |               |               |               |               |             |             |             |             | 0        | 0      | 0           | 0          |
| K. Holand Tøsse    | 0           | 0           | 0           | 0           |                 |                 |                 |                 |               |               |               |               |             |             |             |             | 0        | 0      | 0           | 0          |
| E. Holmen Johansen | 8           | -14         | 0           | 0           |                 |                 |                 |                 |               |               |               |               |             |             |             |             | 8        | -14    | 0           | 0          |
| A. Hopmark         | 30          | 1           | 3           | 0           |                 |                 |                 |                 |               |               |               |               |             |             |             |             | 30       | 1      | 3           | 0          |
| L. Kalludra        | 26          | 4           | 3           | 0           |                 |                 |                 |                 |               |               |               |               |             |             |             |             | 26       | 4      | 3           | 0          |
| F. Kastrati        | 23          | 0           | 4           | 0           |                 |                 |                 |                 |               |               |               |               |             |             |             |             | 23       | 0      | 4           | 0          |
| S. Lille-Løvø      | 0           | 0           | 0           | 0           |                 |                 |                 |                 |               |               |               |               |             |             |             |             | 0        | 0      | 0           | 0          |
| S. Mbaye           | 12          | -13         | 0           | 0           |                 |                 |                 |                 |               |               |               |               |             |             |             |             | 12       | -13    | 0           | 0          |
| S. McDermott       | 12          | 0           | 0           | 0           |                 |                 |                 |                 |               |               |               |               |             |             |             |             | 12       | 0      | 0           | 0          |
| F. Moumbagna       | 24          | 4           | 5           | 0           |                 |                 |                 |                 |               |               |               |               |             |             |             |             | 24       | 4      | 5           | 0          |
| A. Pellegrino      | 29          | 25          | 1           | 0           |                 |                 |                 |                 |               |               |               |               |             |             |             |             | 29       | 25     | 1           | 0          |
| C. Psyché          | 22          | 2           | 3           | 1           |                 |                 |                 |                 |               |               |               |               |             |             |             |             | 22       | 2      | 3           | 1          |
| E. Sivertsen       | 11          | 0           | 2           | 0           |                 |                 |                 |                 |               |               |               |               |             |             |             |             | 11       | 0      | 2           | 0          |
| O. Sivertsen       | 2           | 1           | 0           | 0           |                 |                 |                 |                 |               |               |               |               |             |             |             |             | 2        | 1      | 0           | 0          |
| O. Skarsem         | 26          | 3           | 3           | 0           |                 |                 |                 |                 |               |               |               |               |             |             |             |             | 26       | 3      | 3           | 0          |
| N. Solskjær        | 2           | 0           | 0           | 0           |                 |                 |                 |                 |               |               |               |               |             |             |             |             | 2        | 0      | 0           | 0          |
| S. Sørli           | 27          | 3           | 1           | 0           |                 |                 |                 |                 |               |               |               |               |             |             |             |             | 27       | 3      | 1           | 0          |
| B. Sørmo           | 30          | 1           | 1           | 0           |                 |                 |                 |                 |               |               |               |               |             |             |             |             | 30       | 1      | 1           | 0          |
| H. Tadesse         | 0           | 0           | 0           | 0           |                 |                 |                 |                 |               |               |               |               |             |             |             |             | 0        | 0      | 0           | 0          |
| D. Ulvestad        | 22          | 3           | 1           | 0           |                 |                 |                 |                 |               |               |               |               |             |             |             |             | 22       | 3      | 1           | 0          |
| P. Ulvestad        | 21          | 0           | 2           | 0           |                 |                 |                 |                 |               |               |               |               |             |             |             |             | 21       | 0      | 2           | 0          |
| M. Williamsen      | 2           | 0           | 0           | 0           |                 |                 |                 |                 |               |               |               |               |             |             |             |             | 2        | 0      | 0           | 0          |